# Palau dels Bellvís
El Castell Palau dels Bellvís (també conegut com a Palau dels Colomer o Palau dels Vescomtes de Sant Germà) de Benissuera és un bé d'interès cultural, amb l'anotació ministerial n º: RI-51-0010940, de data 04/12/2002.
El palau està a la plaça Major de Benissuera, a la comarca de la Vall d'Albaida. Figura sota la protecció de la Declaració genèrica del Decret de 22 d'abril de 1949, i la Llei 16/1985 sobre el Patrimoni Històric Espanyol.
Es tracta d'una casa-palau fortificada de tipus rural. El seu element més antic és la torre de ponent datada al segle xiii i construïda probablement sobre una torre islàmica exempta anterior. L'altra torre i l'edifici principal, de planta quadrada, van ser construïts a principis de segle xvi, mantenint el seu aspecte de fortalesa fins al segle xvii, quan les torres van ser tallades i la seua rematada modificada.

## Història
No se sap amb exactitud la data d'edificació del castell palau, però comparant aquesta fortalesa amb el castell d'Alaquàs, edificat a partir de l'any 1510. Els dos edificis van ser alçats seguint les mateixes tècniques constructives i sota el mateix patró: planta quadrada i pati central. A diferència del nombre de torres que en el cas de Benissuera eren només dos, però amb una galeria idèntica de finestres quadrades d'arc rebaixat.
Molt probablement fou construït per Joan de Bellvís, titular de la senyoria de Benissuera, Colata, Vistabella i Torralba a principis del segle xvi, o bé pel seu fill Miquel de Bellvís i Ferran qui va assumir la titularitat del senyoriu en 1523. Va estar vinculat al senyoriu dels Bellvís fins al segle xix –aquest llinatge que va assumir el títol de comtes de Casal a finals del segle xviii. A la mort de la XI comtessa de Casal, Catalina Bellvís i Balda, en 1877, el Palau va passar a mans de la família Colomer, vescomtes de San Germán. Després de passar per diversos propietaris, la va adquirir l'empresa immobiliària Solvia, vinculada al Banc de Sabadell, qui posteriorment la cedí a l'Ajuntament de Benissuera.
Es poden distingir dues parts, l'edifici principal, d'estil gòtic i construït al voltant d'un pati quadrat central, que és del segle xvi i la torre, anterior a la resta de l'edifici i de probable origen àrab. El castell palau va ser la plaça forta del Senyor de Benissuera, sent a més utilitzada com  residència i  factoria agropecuària.

## Descripció
El palau és un edifici de planta quadrada, proveït d'hort adjacent i tancat d'una gran extensió La façana recau a la plaça Major. Segurament aquesta plaça fou producte de la repoblació amb cristians vells del segle xvii. Les cases noves es van disposar al voltant de la plaça en què el Palau és l'element central i president, deixant fora l'antic lloc morisc amb l'església que molt probablement fou una mesquita.
En aquesta construcció, es poden diferenciar diverses fases constructives: la part més antiga, correspondria amb la torrassa quadrat (7,2 x 7,4 metres), que sobresurt de la planta general de l'edifici. L'obra de tàpia feta a base de terra i calç que es troba a la zona posterior, pertanyeria a una torre que inicialment estaria exempta i que també sembla bastant antiga, possiblement correspon a l'etapa poblacional islàmica, i la funció seria de caràcter defensiu. Aquesta torre, seria reutilitzada, pels Bellvís com a torre feudal. Ja al segle xvi, dels Bellvís decidir, incorporar aquesta torre a la fortalesa principal de l'edifici actual (27 x 25 metres).
L'edifici presenta una planta baixa i dos superiors, flanquejades per dues torres. El primer cos està realitzat en carreus i la resta de maçoneria i maó. La coberta és de teula inclinada de tipus àrab. A la façana destaca la porta principal, amb un arc de mig punt i carreus, sobre aquesta porta es distribueixen de forma irregular una sèrie d'obertures, amb reixes metàl·liques, a més d'un mirador. Sobre la porta, hi ha un escut heràldic, amb les armes dels Bellvís, encara que aparentment d'incorporació més moderna que la resta. A la part superior de la façana, presenta una cornisa de fusta treballada i obertures disposades en lògia.
Té un accés a la plaça Major i d'un altre posterior des de l'hort. Disposa de pati central rectangular (13 x 10,2 metres) per mitjà de dos arcs rebaixats. La tapiera emprada en la construcció d'aquesta part central del palau és diferent de la del costat posterior de la torre abans esmentada i presenta multitud de maons entre el morter de calç i sorra. La meitat del parament on s'inscriu la portada del palau està formada per carreu de molt bona qualitat. Al costat d'aquesta obra, en l'angle sud-oest del palau i que dona a la plaça, s'alça una segona torre contemporània del cos central i integrada a la planta.
La casa annexa al Palau fou adquirida per l'Ajuntament per a la instal·lació d'un centre cultural. La resta de l'edifici és propietat privada, sent propietat de la família Colomer fins a la seua adquisició per la empresa constructora Mecano Construcciones SL. El 2015 la immobiliària SOLVIA, filial del Banc de Sabadell, va cedir a la campanya de sensibilització "Salvem el Palau de Benissuera" i va fer donació de l'immoble a l'Ajuntament de Benissuera. Actualment, s'ha plantejat una intervenció d'urgència per part de l'administració per tal de salvaguardar aquest Bé d'Interès Cultural.
El 2017 la Generalitat, ha iniciat tràmits per a la seua recuperació i se li han assignat 175.467 euros del pressupost de la Conselleria de Cultura per a reparar-lo.
El 2024 la vicepresidenta primera de la Diputació Natàlia Enguix visita el palau afirma que Benissuera té asignats 700.000 euros del Pla Obert d’Inversions, part d'ells per a la rehabilitació del Palau